# Tercetillo
El tercetillo, tercerillo o tercerilla es una estrofa de tres versos de arte menor, normalmente octosílabo de rima 8a 8- 8a. No obstante, también podemos encontrar tercetillo monorrimo.
A diferencia de su "hermano mayor", el terceto, la rima puede ser asonante o consonante, guardando relación con la copla.

## Ejemplo

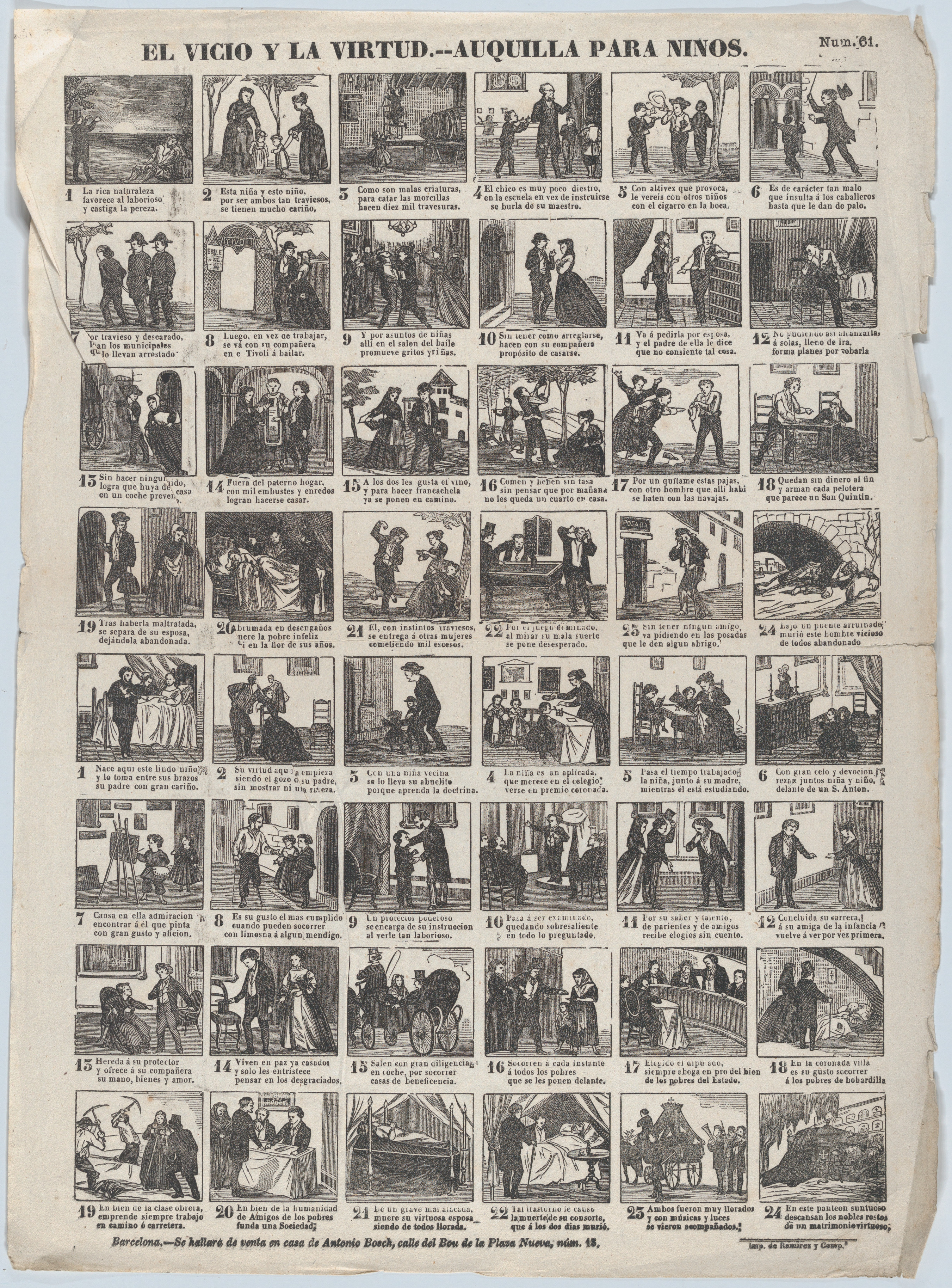
Tercetillos en un ejemplar de una publicación de la segunda mitad del siglo XIX,de la imprenta de Narciso Ramírez, conservado en el Met.

Se miente más de la cuenta  (8 a)
por falta de fantasía: (8 -)
también la verdad se inventa. (8 a)
Antonio Machado